# Tôi cướp mất đêm đầu của nam chính (phim truyền hình)
Tôi cướp mất đêm đầu của nam chính (tiếng Triều Tiên: 남주의 첫날밤을 가져버렸다, tiếng Anh: I Took the Male Lead’s First Night) còn được biết đến với tựa khác bằng tiếng Việt là Đêm đầu với hoàng tử - dịch từ tựa tiếng Anh chính thức là The First Night With the Duke - là một bộ phim truyền hình Hàn Quốc, lên sóng tập đầu tiên trên kênh KBS2 vào ngày 11 tháng 6 năm 2025. Phim được phát sóng hằng tuần vào khung giờ 21:50 các ngày thứ Tư và thứ Năm.
Được chuyển thể và cải biên từ một tác phẩm truyện tranh mạng nổi tiếng, bộ phim sớm giành được nhiều sự chú ý từ công chúng. Sau khi công bố dàn diễn viên, bộ phim đã nhận được nhiều sự chú ý hơn bởi sự góp mặt của hai thành viên nhóm nhạc Kpop đình đám thuộc thế hệ 2 là Seohyun của Girls' Generation và Ok Taecyeon của 2PM.

## Cốt truyện
K là một nữ sinh đại học sống khép kín, say mê tiểu thuyết mạng. Tình cờ, K bị cuốn vào thế giới của cuốn tiểu thuyết cổ trang lãng mạn mà mình yêu thích và hóa thân thành Cha Seon-chaek - một tiểu thư quý tộc, đồng thời cũng là nhân vật phụ trong truyện. Vì Seon-chaek là một nhân vật không có tầm ảnh hưởng lớn trong cốt truyện, lại có gia thế tốt, sống sung sướng nên K cảm thấy rất vui mừng.
Ban đầu, cô chỉ muốn đứng ngoài cuộc, lặng lẽ theo dõi chuyện tình của các nhân vật chính. Thế nhưng, vì để bảo vệ nữ chính Jo Eun-ae (con gái nuôi của một thương gia giàu có bậc nhất kinh thành) mà cô yêu quí, cô bất cẩn say rượu và vô tình phá hỏng cảnh gặp gỡ định mệnh giữa Eun-ae và nam chính Lee Beon (có tước hiệu là Khương Thành quân, cháu trai và cũng là trợ thủ được Vua Tiết Tông sủng ái nhất).
Không dừng lại ở đó, trong cơn say, K còn trải qua một đêm mặn nồng với nam chính - sự kiện khiến cốt truyện rẽ sang hướng hoàn toàn khác. Hối hận và cảm thấy có lỗi với nữ chính, K nỗ lực tìm cách sửa sai, cố gắng đưa mạch truyện trở lại đúng quỹ đạo vốn có. Tuy nhiên, dù có cố gắng, cô vẫn không thành công, bởi có một biến số mà cô không lường trước được: Lee Beon đã thật sự phải lòng cô và quyết tâm theo đuổi tình cảm ấy đến cùng.

## Diễn viên

### Diễn viên chính
- Seohyun trong vai K (Kim Mo-eum) / Cha Seon-chaek[3][4][5]
- Ok Taecyeon trong vai Khương Thành quân Lee Beon[4][3][5]

### Diễn viên phụ
- Kwon Han-sol trong vai Jo Eun-ae[4][3]
  - Yoon Chae-na trong vai Eun-ae (hồi nhỏ)
- Seo Bum-jun trong vai Jung Soo-gyeom[4][3]
- Ji Hye-won trong vai Do Hwa-seon[3]
- Lee Tae-sun trong vai Thành Hiện quân Lee Gyu[6]

- Seo Hyun-chul trong vai Cha Ho-yeol[7]
- Yoon Yoo-sun trong vai Yoon Deok-jeong[8][9]
- Lee Sang-woon trong vai Cha Jang-ho[7]
- Kim Shin-bi trong vai Cha Du-ho[7]
- Yoon Jung-hoon trong vai Cha Se-ho[10][11]
- Oh Se-eun trong vai Bang-ul[12]
- Song Young-jae trong vai Quản gia[7]
- Yoon Tae-ha trong vai Ma-yoon[13]
- Joo Suk-tae trong vai Vua Tiết Tông[7]
- Nam Ki-ae trong vai Đại phi nương nương[7]
- Jung Hee-tae trong vai Do Bae-myeong[14]
- Jung Ho-bin trong vai Jeong Moon-seok
- Kim Young-woong trong vai Jo Byeong-mu
- Lee Joo-won trong vai Đứa trẻ kì bí / Na Kwan-jung[7]
- Kim Ah-young trong vai Seol-gi[7]

## Nhạc phim

#### Phần 1
| Phát hành ngày 12 tháng 6 năm 2025 | Phát hành ngày 12 tháng 6 năm 2025 | Phát hành ngày 12 tháng 6 năm 2025                               | Phát hành ngày 12 tháng 6 năm 2025    | Phát hành ngày 12 tháng 6 năm 2025 | Phát hành ngày 12 tháng 6 năm 2025 |
| STT                                | Nhan đề                            | Phổ lời                                                          | Phổ nhạc                              | Thể hiện                           | Thời lượng                         |
| ---------------------------------- | ---------------------------------- | ---------------------------------------------------------------- | ------------------------------------- | ---------------------------------- | ---------------------------------- |
| 1.                                 | "Bam Bam Bam" (밤밤밤)             | Glen Choi Tyler Thang Xue Xun Park Han-dam Strongman Son Yo-seop | X-CHILD Glen Choi Bell (Kiss of Life) | Rescene                            | 3:21                               |
| 2.                                 | "Bam Bam Bam" (밤밤밤 (Inst.))     |                                                                  | X-CHILD Glen Choi Bell (Kiss of Life) |                                    | 3:21                               |
| Tổng thời lượng:                   | Tổng thời lượng:                   | Tổng thời lượng:                                                 | Tổng thời lượng:                      | Tổng thời lượng:                   | 6:42                               |

#### Phần 2
| Phát hành ngày 19 tháng 6 năm 2025 | Phát hành ngày 19 tháng 6 năm 2025                       | Phát hành ngày 19 tháng 6 năm 2025 | Phát hành ngày 19 tháng 6 năm 2025 | Phát hành ngày 19 tháng 6 năm 2025 | Phát hành ngày 19 tháng 6 năm 2025 |
| STT                                | Nhan đề                                                  | Phổ lời                            | Phổ nhạc                           | Thể hiện                           | Thời lượng                         |
| ---------------------------------- | -------------------------------------------------------- | ---------------------------------- | ---------------------------------- | ---------------------------------- | ---------------------------------- |
| 1.                                 | "How About we Start our Love?" (우리 시작할까요)         | CHANRAN Kim Yeong-seong            | Kim Yeong-seong 5TALENT CHANRAN    | Hui, Boramiyu                      | 3:18                               |
| 2.                                 | "How About we Start our Love?" (우리 시작할까요 (Inst.)) |                                    | Kim Yeong-seong 5TALENT CHANRAN    |                                    | 3:18                               |
| Tổng thời lượng:                   | Tổng thời lượng:                                         | Tổng thời lượng:                   | Tổng thời lượng:                   | Tổng thời lượng:                   | 6:36                               |

#### Phần 3
| Released on June 26, 2025 | Released on June 26, 2025                               | Released on June 26, 2025 | Released on June 26, 2025 | Released on June 26, 2025 | Released on June 26, 2025 |
| STT                       | Nhan đề                                                 | Phổ lời                   | Phổ nhạc                  | Thể hiện                  | Thời lượng                |
| ------------------------- | ------------------------------------------------------- | ------------------------- | ------------------------- | ------------------------- | ------------------------- |
| 1.                        | "The Way You Look at Me" (그대가 나를 바라보면)         | Gaemi Hanbam (Midnight)   | Gaemi Hanbam (Midnight)   | Bumjin                    | 4:00                      |
| 2.                        | "The Way You Look at Me" (그대가 나를 바라보면 (Inst.)) |                           | Gaemi Hanbam (Midnight)   |                           | 4:00                      |
| Tổng thời lượng:          | Tổng thời lượng:                                        | Tổng thời lượng:          | Tổng thời lượng:          | Tổng thời lượng:          | 8:00                      |

#### Phần 4
| Released on July 3, 2025 | Released on July 3, 2025                           | Released on July 3, 2025 | Released on July 3, 2025 | Released on July 3, 2025 | Released on July 3, 2025 |
| STT                      | Nhan đề                                            | Phổ lời                  | Phổ nhạc                 | Thể hiện                 | Thời lượng               |
| ------------------------ | -------------------------------------------------- | ------------------------ | ------------------------ | ------------------------ | ------------------------ |
| 1.                       | "The Way You Look at Me" (언제나 그대라서)         | Hanbam (Midnight)        | Gaemi Hanbam (Midnight)  | Ben                      | 3:56                     |
| 2.                       | "The Way You Look at Me" (언제나 그대라서 (Inst.)) |                          | Gaemi Hanbam (Midnight)  |                          | 3:56                     |
| Tổng thời lượng:         | Tổng thời lượng:                                   | Tổng thời lượng:         | Tổng thời lượng:         | Tổng thời lượng:         | 7:52                     |

## Sản xuất

### Sản xuất
Bộ phim được chuyển thể và cải biên từ tác phẩm truyện tranh mạng cùng tên của Hwang Do-tol & MSG dưới sự chắp bút của biên kịch Jeon Seon-young (nổi tiếng với bộ phim Oh! Young-shim, được biết đến với tựa tiếng Việt là Chuyện tình của Oh Young-shim) và được đạo diễn bởi Lee Woong-hee (nổi tiếng với bộ phim My Perfect Stranger, được biết đến với tựa tiếng Việt là Người lạ hoàn hảo).
Bộ phim là sản phẩm hợp tác giữa hai đơn vị là Studio N và Monster Union.

### Tuyển chọn diễn viên
Trong một bài phỏng vấn của Xports News ngày 26 tháng 7 năm 2024, Seohyun và Ok Taecyeon được tiết lộ là đang trong quá trình nghiên cứu kịch bản cho vai chính của bộ phim.
Ngày 19 tháng 11 năm 2024, Ji Hye-won xác nhận tham gia đoàn làm phim. Cùng ngày, Seo Bum-jun cũng xác nhận tham gia diễn xuất trong bộ phim. Tiếp đó, ngày 28 tháng 11, Seohyun, Ok Taecyeon và Kwon Han-sol đồng loạt xác nhận tham gia.

### Sự cố và tranh cãi
Ngày 28 tháng 11 năm 2024, trong quá trình quay phim, Seohyun đã gặp tai nạn và bị thương ở chân. Sự cố này khiến cho cô phải mang theo gậy để di chuyển trong một thời gian.
Vào ngày 30 tháng 12 năm 2024, một kiến trúc sư người Hàn Quốc tên Min Seo-hong đã đến thăm công trình Byeongsan Seowon (Hangul: 병산서원, chữ Hán: 屏山書院, Hán-Việt: Bình San thư viện) - một thư viện Khổng giáo ở vùng cận Andong (nơi bộ phim đang được quay vào thời điểm đó). Ông Min sau đó tiết lộ trên trang Facebook cá nhân về việc ông phát hiện các nhân viên kỹ thuật trong đoàn làm phim làm hư hại tới địa điểm lịch sử này. Ông cũng cho biết đoàn làm phim đã đóng đinh vào khoảng 10 chiếc đèn đường, và dù đoàn làm phim được Ban Di sản Văn hóa của Tòa thị chính Andong đã cấp phép, cơ quan này hoàn toàn không biết về các thiệt hại đã bị gây ra.
Đài KBS sau đó đã làm rõ, giải trình và lên tiếng xin lỗi về vụ việc. Tiếp đó, thành phố Andong đã kiện KBS vì làm hư hại di sản văn hóa và yêu cầu hủy bỏ tất cả các cảnh quay tại Byeongsan Seowon. Vào ngày 10 tháng 2 năm 2025, Sở cảnh sát Gyeongbuk Andong thông báo rằng họ đã báo cáo với văn phòng công tố viên ba nhân viên đoàn làm phim bị cáo buộc vi phạm Đạo luật bảo tồn và sử dụng di sản văn hóa. Cục Di sản Quốc gia Hàn Quốc sau đó đã công bố vào ngày 20 tháng 2 bộ quy chuẩn Hướng dẫn Tiêu chuẩn về Giấy phép Quay phim tại các Di sản Văn hóa được Chỉ định Quốc gia, theo đó đề xuất sẽ xử lý việc sử dụng trong các cảnh quay phim hoặc truyền hình trong tương lai và ngăn ngừa thiệt hại cho các di sản văn hóa.
Vào ngày 11 tháng 6, một cuộc họp báo giới thiệu về tác phẩm đã được tổ chức tại phường Sindorim, Seoul với sự tham dự của đạo diễn Lee Woong-hee và các diễn viên Seohyun, Ok Taecyeon, Kwon Han-sol, Seo Beom-jun và Ji Hye-wo. Trong buổi họp báo, đạo diễn đã một lần nữa xin lỗi về thiệt hại mà đoàn làm phim đã gây ra cho di tích lịch sử Byeongsan Seowon trong quá trình quay phim và xác nhận rằng các cảnh quay ở đó đã bị hủy bỏ.

## Tỉ suất người xem
| Mùa | Mùa | Số tập | Số tập | Số tập | Số tập | Số tập | Số tập | Số tập | Số tập | Số tập | Số tập | Số tập | Số tập |
| Mùa | Mùa | 1      | 2      | 3      | 4      | 5      | 6      | 7      | 8      | 9      | 10     | 11     | 12     |
| --- | --- | ------ | ------ | ------ | ------ | ------ | ------ | ------ | ------ | ------ | ------ | ------ | ------ |
|     | 1   | 532    | 579    | 463    | 639    | N/A    | 608    | N/A    | N/A    | 466    | 427    | N/A    | 542    |

| Ep. | Phát sóng lần đầu | Tỉ suất trung bình (Nielsen Korea) | Tỉ suất trung bình (Nielsen Korea) |
| Ep. | Phát sóng lần đầu | Toàn quốc                          | Seoul                              |
| --- | ----------------- | ---------------------------------- | ---------------------------------- |
| 1 | 11/6/2025         | 3.3% (hạng 15)                     | 2.7% (hạng 19)                     |
| 2 | 12/6/2025         | 3.4% (hạng 11)                     | 2.7% (hạng 17)                     |
| 3 | 18/6/2025         | 2.7% (hạng 17)                     | 2.5% (hạng 18)                     |
| 4 | 19/6/2025         | 3.3% (hạng 12)                     | 3.1% (hạng 13)                     |
| 5 | 25/6/2025         | 2.6% (hạng 18)                     | N/A                                |
| 6 | 26/6/2025         | 3.3% (12th)                        | 3.4% (hạng 9)                      |
| 7 | 2/7/2025          | 2.7% (hạng 15)                     | 2.5% (hạng 19)                     |
| 8 | 3/7/2025          | 2.7% (hạng 20)                     | N/A                                |
| 9 | 9/7/2025          | 2.8% (hạng 17)                     | 2.5% (hạng 19)                     |
| 10 | 10/7/2025         | 2.7% (hạng 19)                     | 2.6% (hạng 18)                     |
| 11 | 16/7/2025         | 2.6% (NR)                          | N/A                                |
| 12 | 17/7/2025         | 3.2% (hạng 17)                     | 2.8% (hạng 17)                     |
| Trung bình | Trung bình        | 2.9%                               | —                                  |
| - Trong bảng,màu xanh thể hiện số thấp nhất, màu đỏ thể hiện số cao nhất. - N/A thể hiện những thông tin bị khuyết trong báo cáo. |                   |                                    |                                    |